# Championnat de Yougoslavie de football 1959-1960
Navigation
Saison précédente Saison suivante
La saison 1959-1960 du Championnat de Yougoslavie de football était la trente-et-unième édition du championnat de première division en Yougoslavie. Les douze meilleurs clubs du pays prennent part à la compétition et sont regroupées en une poule unique où chaque formation affronte deux fois ses adversaires, à domicile et à l'extérieur. En fin de saison, les deux derniers du classement sont relégués et remplacés par les deux meilleures équipes de deuxième division.
C'est le club du FK Étoile rouge de Belgrade, tenant du titre, qui remporte à nouveau la compétition, en terminant en tête du classement final, avec un point d'avance sur le Dinamo Zagreb et six sur un duo composé du FK Vojvodina Novi Sad et du Partizan Belgrade. C'est le 6e titre de champion de Yougoslavie de l'histoire du club, le quatrième en cinq saisons.
À la suite de sa victoire en Coupe de Yougoslavie, le Dinamo Zagreb devient le premier club yougoslave à représenter le pays lors de la toute nouvelle Coupe des Coupes.

## Les clubs participants
| - Partizan Belgrade - Dinamo Zagreb - FK Étoile rouge de Belgrade - Hajduk Split - FK Vojvodina Novi Sad - NK Rijeka | - Velez Mostar - FK Radnički Jugopetrol Belgrade - OFK Belgrade - Promu de D2 - Buducnost Titograd - FK Sarajevo - FK Sloboda Tuzla - Promu de D2 |

## Compétition

### Classement
Le classement est effectué en utilisant le barème classique (victoire à 2 points, match nul un point, défaite zéro point).
| Rang | Équipe                          | Pts | J  | G  | N | P  | Bp | Bc | Diff |
| ---- | ------------------------------- | --- | -- | -- | - | -- | -- | -- | ---- |
| 1    | FK Étoile rouge de Belgrade (T) | 33  | 22 | 15 | 3 | 4  | 47 | 25 | +22  |
| 2    | Dinamo Zagreb (C)               | 32  | 22 | 14 | 4 | 4  | 48 | 20 | +28  |
| 3    | Partizan Belgrade               | 27  | 22 | 11 | 5 | 6  | 49 | 29 | +20  |
| 4    | FK Vojvodina Novi Sad           | 27  | 22 | 10 | 7 | 5  | 36 | 22 | +14  |
| 5    | Hajduk Split                    | 26  | 22 | 10 | 6 | 6  | 47 | 26 | +21  |
| 6    | FK Sarajevo                     | 23  | 22 | 9  | 5 | 8  | 35 | 39 | -4   |
| 7    | OFK Belgrade (P)                | 21  | 22 | 7  | 7 | 8  | 28 | 30 | -2   |
| 8    | NK Rijeka                       | 18  | 22 | 7  | 4 | 11 | 30 | 52 | -22  |
| 9    | FK Radnički Jugopetrol Belgrade | 17  | 22 | 5  | 7 | 10 | 31 | 38 | -7   |
| 10   | Velez Mostar                    | 17  | 22 | 5  | 7 | 10 | 27 | 39 | -12  |
| 11   | Buducnost Titograd              | 12  | 22 | 4  | 4 | 14 | 16 | 40 | -24  |
| 12   | FK Sloboda Tuzla (P)            | 11  | 22 | 3  | 5 | 14 | 15 | 49 | -34  |

|  | Qualification pour la Coupe d'Europe des clubs champions 1960-1961                                |
|  | Qualification pour la Coupe des Coupes 1960-1961                                                  |
|  | Qualification pour la Coupe Mitropa 1960                                                          |
|  | Relégation directe en deuxième division                                                           |
|  | (T) : Tenant du titre (C) : Vainqueur de la Coupe de Yougoslavie (P) : Promu de deuxième division |

## Bilan de la saison
| Championnat de Yougoslavie de football 1959-1960                        |                                                                                            |
| Champion                                                                | FK Étoile rouge de Belgrade (6e titre)                                                     |
| Coupes et trophées                                                      |                                                                                            |
| Vainqueur de la Coupe de Yougoslavie 1959-1960                          | Dinamo Zagreb                                                                              |
| Qualifications continentales                                            |                                                                                            |
| Coupe d'Europe des clubs champions 1960-1961                            | FK Étoile rouge de Belgrade                                                                |
| Coupe des Coupes 1960-1961                                              | Dinamo Zagreb                                                                              |
| Coupe Mitropa 1960                                                      | FK Vojvodina Novi Sad Partizan Belgrade Hajduk Split Velez Mostar OFK Belgrade FK Sarajevo |
| Promotions et relégations                                               |                                                                                            |
| Promus en Prva Liga                                                     | RNK Split                                                                                  |
| Promus en Prva Liga                                                     | FK Vardar Skopje                                                                           |
| Relégués en Championnat de Yougoslavie de football de deuxième division | FK Sloboda Tuzla                                                                           |
| Relégués en Championnat de Yougoslavie de football de deuxième division | Buducnost Titograd                                                                         |